# Johann Walch (Verleger)

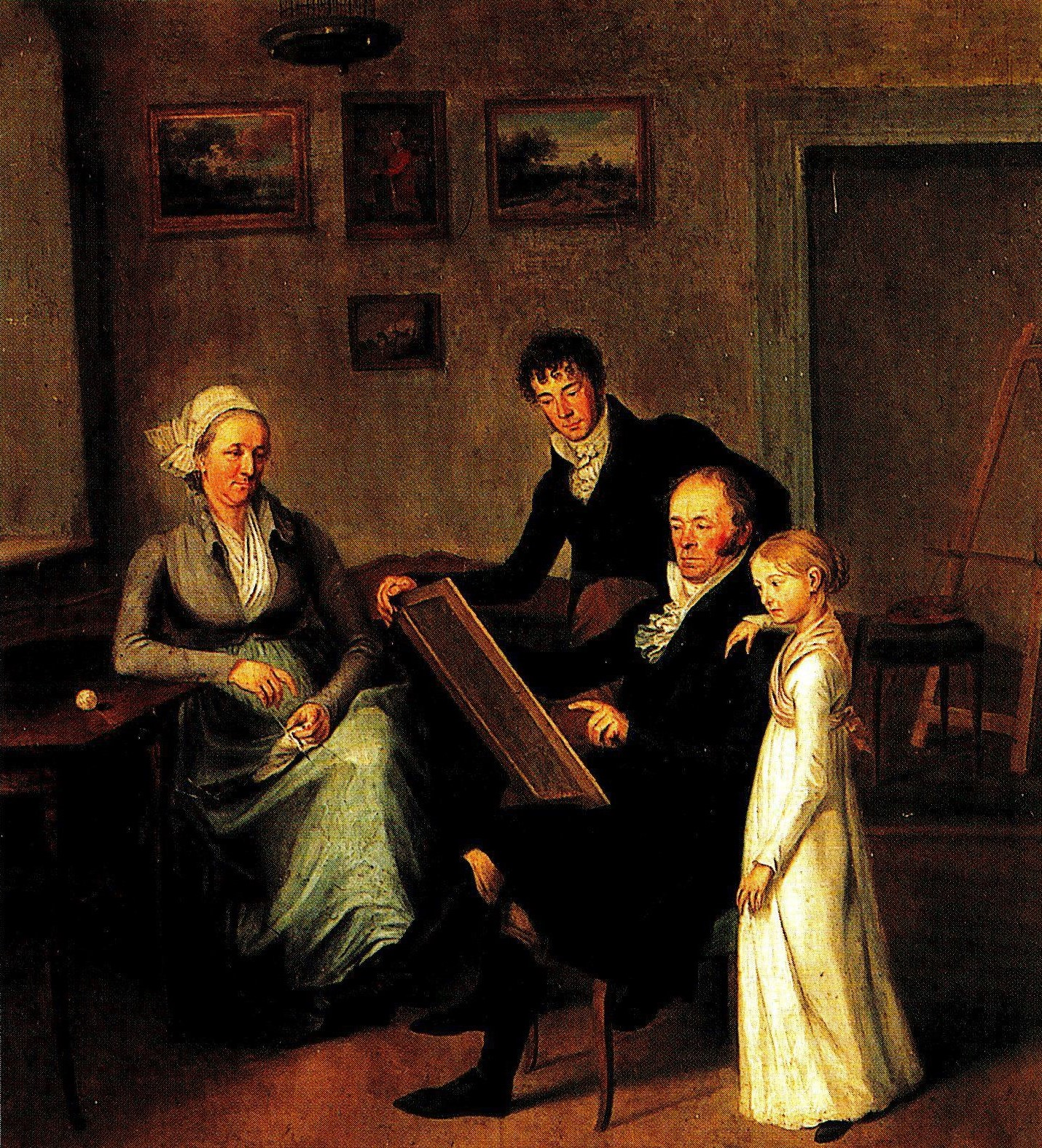
Johann Walch: Selbstbildnis im Kreis seiner Familie

Johann Walch (* 25. November 1757 in Kempten (Allgäu); † 23. März 1815 in Augsburg) war ein deutscher Maler, Zeichner, Kupferstecher, Kartograph und Verleger.

## Leben

„Koenigreich Boeheim“, kolorierte Landkarte, 1798, „neu verzeichnet, herausgegeben von Joh. Walch in Augsburg“

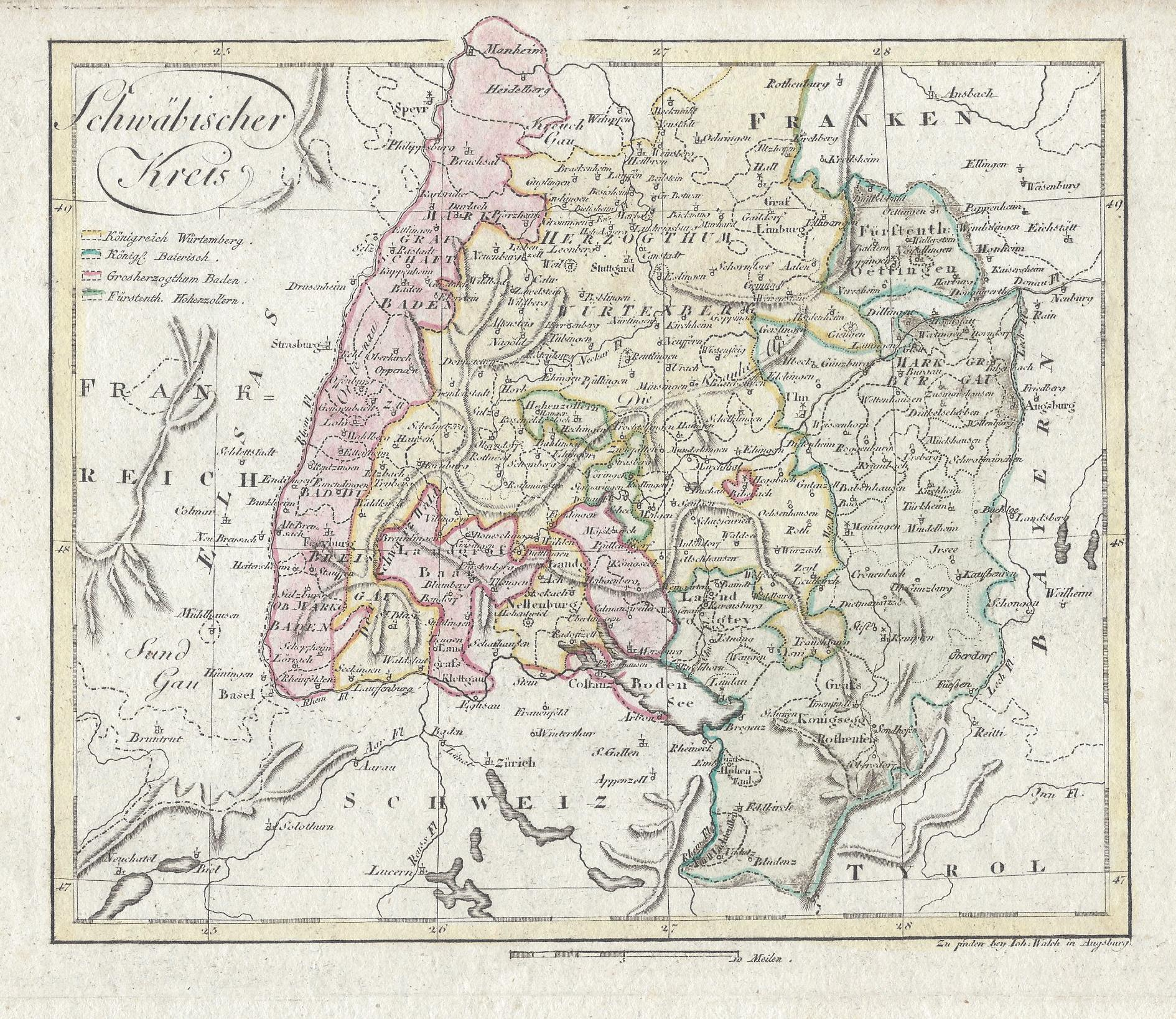
„Schwäbischer Kreis“, kolorierte Landkarte, 1805, „zu finden bey Ioh. Walch in Augsburg“

Johann Walch war der Sohn des Kaufmanns und Amateur-Malers und -Kupferstechers Sebastian Walch (1721–1788) und seiner Ehefrau Katharina Zorn, Tochter des Metzgers Martin Zorn. Er erhielt eine Ausbildung als Miniaturmaler in Augsburg, Genf und drei Jahre an der Wiener Kunstakademie. Daran schloss sich eine zweijährige Italienreise an. Vor 1785 ließ er sich in Augsburg nieder, wo er am 16. Januar 1786 Anna Regina Will (* 28. November 1759; † 15. Juli 1837), älteste Tochter des in Augsburg ansässigen Kupferstechers und Verlegers Johann Martin Will, heiratete und im Verlag seines Schwiegervaters mitarbeitete. In der Folge wandte sich der Verlag vermehrt der Landkartenproduktion zu. 1789 konnte aus dem Erbe von Gustav Conrad Lotter (1746–1776) das Material der Landkartenverleger Matthäus Seutter und Tobias Conrad Lotter erworben werden, fast 25000 einzelne Kartenblätter und 208 Kupfer platten. Nach dem Tode Wills 1806 erbte er den Willschen Verlag, den er zu einem bedeutenden Landkartenverlag ausbaute („Joh. Walch’sche Landkarten Handlung“). Daraus ging die nach ihm benannte Druckerei Joh. Walch hervor. Sein Sohn Johann Sebastian Walch (1787–1840) führte den Verlag fort, seine Tochter Regina (* 18. Dezember 1800; † 23. Dezember 1865) heiratete den Pfarrer Friedrich Krauß (1798–1839).